# Odette Drand
Odette Marie Laure Drand-Heymann (ur. 11 marca 1927 w Laxou, zm. 6 stycznia 2019 w Nancy) – francuska florecistka, trzykrotna medalistka mistrzostw świata.
Podczas mistrzostw świata w Monte Carlo w 1950 roku Francuzki w składzie: Jacqueline Baudot, Odette Drand, Renée Garilhe, Françoise Gouny i Lylian Guyonneau zdobyły złoty medal w zawodach drużynowych. W rywalizacji drużynowej zdobywała następnie złoty medal na mistrzostwach świata w Sztokholmie (1951, skład: Jacqueline Baudot, Odette Drand, Renée Garilhe, Francoise Gouny, Lylian Guyonneau i Thérèse Sanlaville) oraz srebrny na mistrzostwach świata w Kopenhadze (1952).
Wystartowała również na igrzyskach olimpijskich w Helsinkach w 1952 roku, gdzie indywidualnie odpadła w ćwierćfinałach. Był to jej jedyny start olimpijski.